# Águila
Águila és una localitat de l'Uruguai, ubicada al sud-est del departament de Cerro Largo. Té una població aproximada de 100 habitants, segons les dades del cens del 2004.
Es troba a 21 metres sobre el nivell del mar.